# Antonio Woodville
Antonio Woodville (1442 circa – Pontefract, 25 giugno 1483) fu conte di Rivers dal 1469 e poi barone di Scales dal 1473 alla sua morte.

## Origine
Era figlio di Richard Woodville (o Wydeville) dal 1448, barone e poi, dal 1464, conte di Rivers, e di sua moglie, Giacometta di Lussemburgo, figlia del conte di Saint Paul, Pietro I del Lussemburgo, del ramo della famiglia Lussemburgo che governava anche Ligny-en-Barrois, e di Margherita del Balzo.

## Biografia
Alla nascita di Antonio, il padre, che militava nella fazione dei Lancaster, il 9 maggio 1448, fu fatto signore e barone di Rivers dal re Enrico VI.
All'inizio della Guerra delle due rose, nel 1455, il giovane Antonio come il padre, Riccardo era un fautore della causa dei Lancaster, ma, dopo che nel 1460, il padre era stato fatto prigioniero a Calais, dal conte di March, Edoardo, che alla fine di quell'anno, sarebbe divenuto il capo del casato di York, dopo la morte di suo padre, Riccardo Plantageneto, III duca di York, ma soprattutto, dopo che Edoardo era divenuto re Edoardo IV, Antonio, come tutta la famiglia Woodville, passò dalla parte del casato di York.

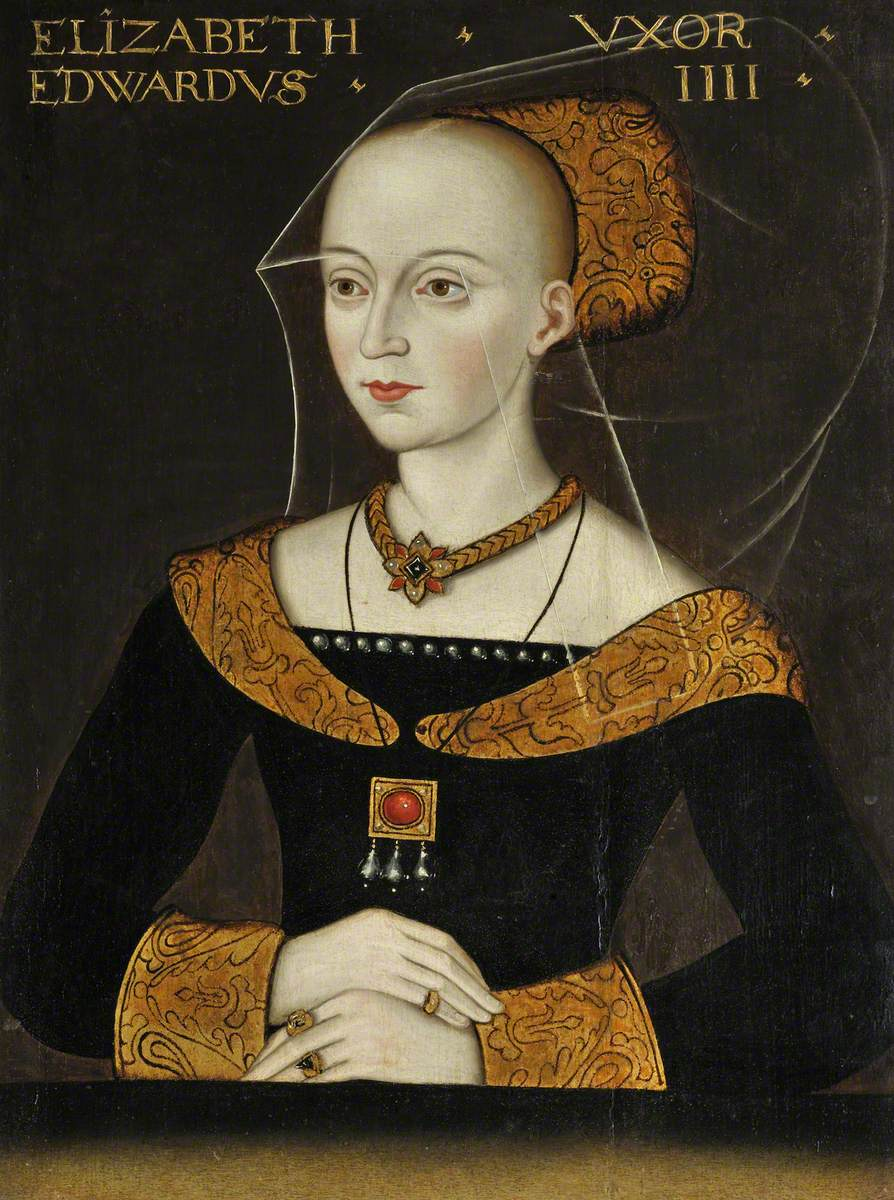
Elisabetta Woodville

Il primo maggio del 1464, una delle sue sorelle, Elisabetta Woodville, vedova di John Grey, cavaliere della fazione dei Lancaster, sposò segretamente il re, Edoardo IV.
Antonio col padre Riccardo ed i componenti della famiglia Woodeville, poveri, ma molto ambiziosi, in quanto parenti della neo-regina, Elisabetta, si premurarono di chiedere onori e titoli mentre la madre, Jacquetta si prodigò, attraverso diversi convenienti matrimoni, per sistemare i numerosi figli. I Woodeville ricevettero numerosi titoli, ottenendo però in compenso poca terra (che era la vera fonte del potere) che così non costituivano una minaccia per il dominio del consigliere del re, Richard Neville, duca di Warwick, che governava il regno. Quest'ultimo tuttavia provò irritazione per l'influenza che i suddetti esercitavano sul re, così, con l'aiuto del giovane fratello del sovrano, Giorgio Plantageneto, I duca di Clarence, che l'11 luglio del 1469, aveva sposato sua figlia, Isabella, e quindi era divenuto suo genero, prese le armi contro Edoardo.
Il padre di Antonio, Riccardo, col grosso dell'esercito reale, privo di re Edoardo, fu sconfitto nella battaglia di Edgecote Moor, presso Banbury, e fu imprigionato col figlio, Giovanni Woodville, dal duca di Warwich. Richard Woodville e Giovanni Woodville, in base a false accuse, dopo un processo-farsa, furono decapitati a Kenilworth, il 12 agosto 1469. Così, alla sua morte, Antonio gli succedette nel titolo di conte di Rivers.
Antonio rimase accanto al re, anche quando l'anno dopo, Warwich lo depose per rimettere sul trono Enrico VI e seguì Edoardo IV in esilio in Francia e Borgogna.
Warwick governava per conto di Enrico VI, ma, nell'arco di pochi mesi, si inimicò il duchi di Borgogna, Carlo I che reagì fornendo ad Edoardo IV l'aiuto necessario per riprendersi il trono con la forza. Antonio tornò in Inghilterra con re Edoardo che si valse di una flotta messagli a disposizione da diverse città anseatiche con un contingente relativamente piccolo, che, evitando la cattura si presentò alle porte della città di York, che non gli aprì le porte. Allora marciarono verso sud, dove riuscirono a raccogliere consensi e addirittura, Clarence, tradito Warwich, si unì alle forze yorkiste che sconfissero Warwick nella battaglia di Barnet, del 14 aprile 1471, dove Antonio fu ferito, mentre Warwich cadde in combattimento; e dopo la riconquista del potere da parte della casa di York, l'ultima resistenza Lancaster fu debellata nella battaglia di Tewkesbury del 4 maggio 1471, a cui molto probabilmente Antonio non prese parte, per le ferite ricevute circa 20 giorni prima.

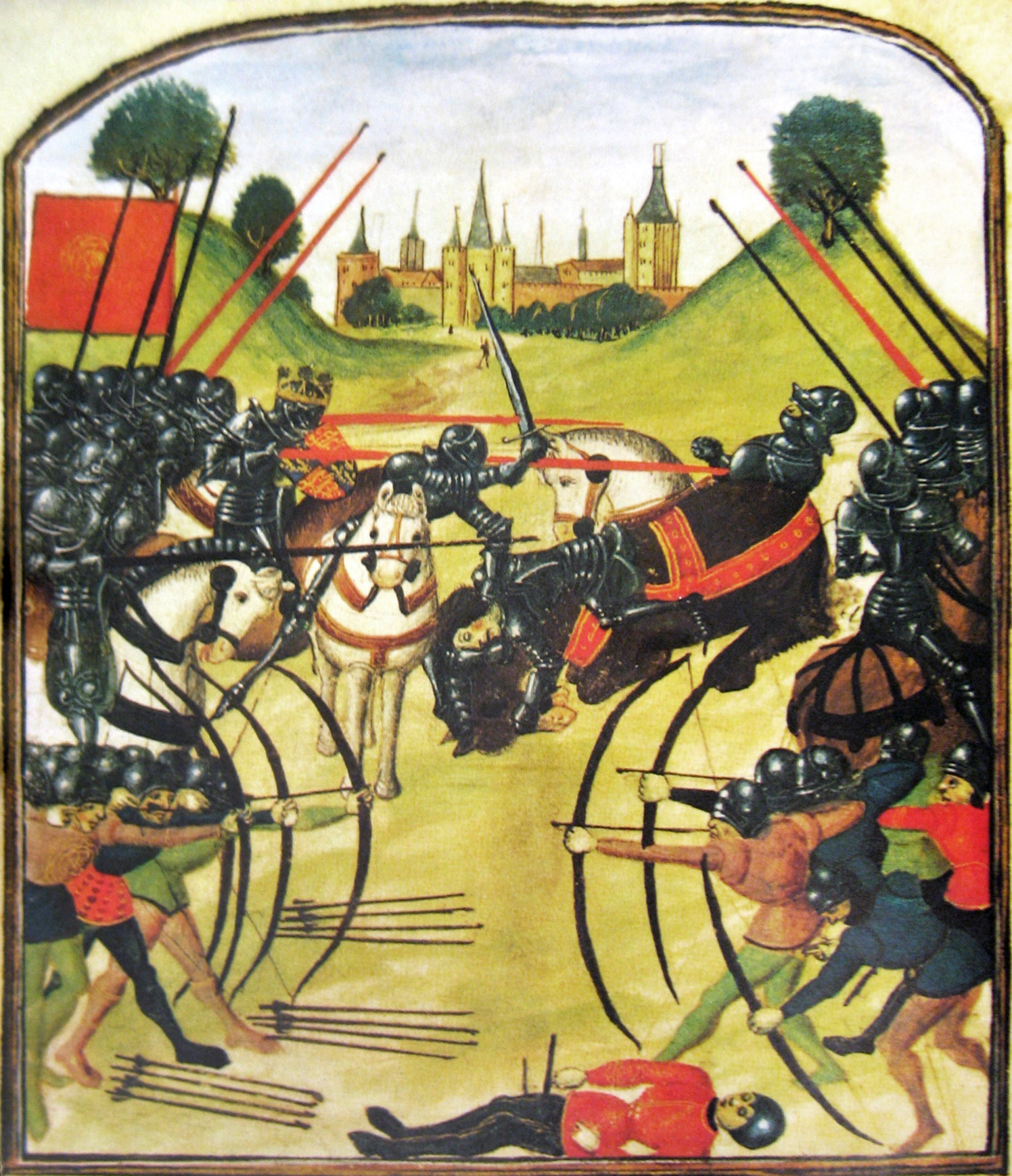
La battaglia di Tewkesbury in un manoscritto di Gand

Nel 1473, Antonio rimase vedovo e in quanto barone di Scales entrò a far parte del parlamento. 
Sempre in quell'anno, Antonio ricevette l'incarico di tutore del principe di Galles, Edoardo, per cui, dopo essersi installato nel castello di Ludlow, assieme al principe Edoardo, si occupò dell'amministrazione della giustizia nel principato.
Il re, Edoardo IV, si ammalò nella Pasqua del 1483, e prima di morire aggiunse alcuni codicilli testamentari, di cui il più importante era la nomina del fratello, il duca di Gloucester, Riccardo (il futuro Riccardo III) a capo del consiglio di reggenza, dopo la sua morte. Edoardo IV morì il 9 aprile 1483 a Westminster e Riccardo fu nominato Lord Protettore del Regno nel volere di suo fratello. Ma i rapporti tra il duca di Gloucester e i membri della famiglia Woodville, presenti nel consiglio di reggenza non erano buoni e Riccardo si sentì minacciato dalla famiglia dei Woodville, di cui Antonio era il capo e che aveva un certo ascendente su Edoardo V.
I due figli maschi del defunto re, Edoardo V, dodicenne, e Riccardo Plantageneto, I duca di York, di nove anni, eredi e successori di Edoardo IV, si trovavano nel castello di Ludlow, in Galles e quando la scorta del re bambino (composta dai membri della famiglia Woodville, guidata da Antonio) si mise in cammino dal Galles a Londra per l'incoronazione, Riccardo e Henry Stafford, conte di Buckingham, si unirono alla suddetta presso Northampton. Riccardo di Gloucester arrestò il custode del re, Antonio, e gli altri consiglieri, portandoli al castello di Pontefract, dove vennero immediatamente decapitati (giustiziati o assassinati), presumibilmente con l'accusa di aver progettato di assassinare Edoardo V.
 Alla morte di Antonio, come terzo conte di Rivers, gli succedette il fratello, Richard Woodville (? - 6 marzo 1491), mentre la baronia di Scales tornò nei diritti della corona e non fu più assegnata.

## Matrimoni e figli
Antonio si sposò due volte:
- con Elisabetta di Scales (1446-2 settembre 1473), baronessa di Scales, figlia di Thomas di Scales, 7º Barone di Scales e di Esmania Whalesburgh di Cornovaglia, e vedova di Henry Bourchier, il figlio minore di Henry Bourchier, 1º conte di Essex. 
Antonio da Elisabetta non ebbe figli.
- Rimasto vedovo, sposò nel 1480, Mary Lewes, figlia ed erede di Henry Lewes e di sua moglie, Elizabeth Beaufort.[7] Antonio neanche da Mary ebbe figli.